# Full Moon : À la recherche de la pleine Lune
Pour les articles homonymes, voir Full Moon.
Full Moon : À la recherche de la pleine Lune (満月（フルムーン）をさがして, Full Moon o sagashite) est un manga et anime japonais écrit et illustré par Arina Tanemura. Le manga a été publié en feuilleton dans le magazine de shōjo manga Ribon de Shueisha de janvier 2002 à juin 2004 et rassemblé en sept volumes tankōbon.
Une adaptation en anime a été produite par Nihon Ad Systems, ainsi qu’en un OVA distribuée par Ribon. La série animée a été diffusée sur TV Tokyo.

## Histoire

### Synopsis
Mitsuki, fillette de 12 ans, rêve de devenir chanteuse pour deux raisons.
D'une part, elle aime chanter. D'autre part, elle a fait à Eichi Sakurai, son ami d'enfance et premier amour, la promesse de réaliser son rêve. Ils vivaient dans le même orphelinat jusqu'au jour où Eichi se fit adopter par une famille qui partait vivre aux États-Unis. Il lui déclare son amour et lui et Mitsuki font une promesse avant son départ : réaliser leurs rêves.
Malheureusement, Mitsuki est atteinte d'un sarcome à la gorge qui l'empêche de bien respirer et de chanter fort. Sa tumeur ne peut être guérie que par une intervention chirurgicale qui pourrait endommager ses cordes vocales. En même temps, sa grand-mère déteste la musique et est complètement opposée au souhait de Mitsuki de passer une audition.
Alors que ces rêves semblent impossibles à réaliser, elle reçoive la visite de deux shinigamis, Takuto et Meroko (qu'elle appellera d'ailleurs ses amis de la forêt), dont la mission consiste à prendre l'âme de la fillette pour l'emmener dans l'au-delà. En réalité, elle n'a plus qu'un an à vivre.
Mitsuki va promettre de retourner chez elle si elle rate le concours de chant. Les shinigamis vont l'aider en lui donnant une apparence plus mature (16 ans) et vont lui permettre de chanter à pleine voix. Ainsi, elle réussira avec succès le concours de chant et une carrière pour Full Moon commencera…

## Personnages
Mitsuki Kôyama (神山 満月, Kōyama Mitsuki)
Âgée de 12 ans, elle vit avec sa grand-mère maternelle, sa seule famille.
Sa mère est morte en la mettant au monde et son père a perdu la vie dans un accident de voiture. Elle a d'abord été envoyée dans un orphelinat, où elle fit la connaissance d'Eichi, son premier amour, avant d'être recueillie par sa grand-mère. Elle a d'ailleurs promis à Eichi, avant de le quitter, de tout faire pour réaliser son rêve.
La cohabitation avec sa grand-mère est difficile puisque toute allusion au chant est formellement interdite en présence de l'aïeule. Or c'est la plus grande passion de Mitsuki qui n'a qu'une envie : devenir chanteuse. À cette difficulté s'ajoute celle qu'elle est atteinte d'un sarcome à la gorge qui l'empêche de chanter.
La seule solution pour venir à bout de sa maladie serait une opération qui réduirait à néant tous ses espoirs car elle la priverait de ses cordes vocales. Mitsuki refuse de faire ce sacrifice et préfère renoncer à vivre plutôt que de ne plus pouvoir chanter. Lorsque Takuto et Meroko lui annoncent qu'il ne lui reste plus qu'un an avant sa mort, elle ne se plaint pas et accepte son destin. Loin de la décourager, cette nouvelle ne fait que la pousser à tout faire pour réaliser son rêve le plus vite possible, puisque le temps lui est compté.
Après avoir appris la mort de Eichi, elle va progressivement tomber amoureuse de Takuto, amour qui sera finalement réciproque et accepté par Meroko, qui, on l'apprendra plus tard, est en fait amoureuse de son ex-partenaire, Izumi rio.
Takuto Kira (タクト·キラ)
Takuto est le partenaire de Meroko. À eux deux ils forment le duo Negi Ramen.
Il n'est pas encore un Shinigami à part entière, il doit encore faire ses preuves. C'est d'ailleurs pour cela qu'il est en période d'essai avec des ailes et des oreilles de chat qui ne sont que des répliques. Pour devenir Shinigami, il doit prendre au moins une âme humaine et s'il retrouve ses souvenirs, il deviendra un fantôme… dur dur… surtout quand il va rencontrer Mitsuki.
Il peut prendre l'apparence d'une peluche en forme de chat. Sous cet aspect il peut parler et se déplacer avec Mitsuki, mais il est également visible par tout le monde. Contrairement à sa forme d'esprit où "normalement" personne ne peut le voir (bizarrement ce n'est pas le cas de Mitsuki).
Il sera attendri par l'histoire de Mitsuki et décidera de lui donner une chance de réaliser son rêve, même si au départ tout cela n'était qu'une mise en scène pour qu'elle accepte plus facilement sa mort prochaine. Cependant, il n'approuve pas le fait qu'elle fasse tout cela dans le but de revoir un garçon. Même s'il ne se souvient plus de son passé, il sait qu'il a été un jour musicien et encourage Mitsuki à continuer. Il se sent d'ailleurs étrangement lié à cette fille et à son histoire.
Seules deux choses comptent pour Takuto: Mitsuki et Meroko. Même si les sentiments de Meroko à son égard semblent l'ennuyer, il est touché par l'attention que lui porte sa partenaire et l'apprécie beaucoup. Malgré son mauvais caractère et sa tendance à s'énerver facilement, il a un très grand cœur et il tient énormément à Mitsuki. Il n'hésite d'ailleurs pas à transgresser les règles et à se servir de ses pouvoirs pour lui venir en aide.
Dans l'anime, Takuto retrouve ses souvenirs d'humain vers la fin de la série sans en être directement affecté. On apprend alors qu'il était le chanteur du groupe Route L, en compagnie de Keiichi Wakaouji et Aoi Koga, le père de Mitsuki. Comme la jeune fille, il avait développé un cancer de la gorge inopérable sans qu'il en perde l'usage de ses cordes vocales. En plein désespoir, une imprudence à moto lui coûta alors la vie et le transforma en Shinigami. Par contre, dans le manga, Takuto se souvient de son passé à cause de sa rencontre avec le docteur Wakaouji, et la cause de sa mort est son suicide, lorsqu'il comprend qu'il ne pourra plus jamais chanter . :Il est aussi fou amoureux de Mitsuki.
Meroko Yui (めろこ·ユイ, Moé Rikyô)
Meroko est un Shinigami aux oreilles de lapin. Elle forme avec Takuto le duo de Negi Ramen.
Elle est venue annoncer à Mitsuki qu'il ne lui reste plus qu'un an à vivre. Mais la suite, elle ne l'avait pas prévue. La jeune fille, plus déterminée que jamais, va tout faire pour devenir chanteuse. Attendrie par sa volonté, et aussi par Takuto, elle l'aidera à réaliser son rêve, si cela ne change pas le fait qu'elle doit mourir dans un an.
Elle peut prendre la forme d'un lapin en peluche rose pour accompagner Mitsuki partout. Grâce à ses pouvoirs, elle a la possibilité de prendre l'apparence de n'importe quelle personne (le fameux Mero Mero Change dans l'anime), ce qui crée de nombreux quiproquos. :Elle se transforme souvent en Mitsuki pour prendre sa place à la maison lorsque cette dernière sort travailler et pour passer le temps, son occupation préférée est de lire des mangas.
Elle pense que la solution à tout problème se trouve dans le Shinigami Handbook (guide Shinigami) dont elle ne se sépare jamais et qu'elle consulte lors de chaque situation délicate. D'ailleurs, à chaque fois qu'un évènement à l'encontre de Mitsuki doit se produire, ça s'affiche sous la forme d'un mot énigme. Si c'est à l'envers, c'est que cela va accélérer la mort de la jeune fille, ce qu'il faut empêcher. Si c'est à l'endroit, ça n'aura aucune conséquence particulière sur le déroulement de sa vie. Pour capturer les âmes des défunts, elle se sert d'un fouet.
Elle était autrefois la coéquipière d'Izumi. Ils formaient le duo Miru Meiku. Elle était follement amoureuse de lui et s'est déclarée. Mais elle s'est fait jeter par un shinigami refusant de comprendre des sentiments "humains". Elle va alors jeter son dévolu sur Takuto, espérant le rendre jaloux, mais aussi parce qu'elle considère ce petit chat comme son protégé.
Elle a certes un caractère exubérant, mais elle est prête à tout pour prouver son amour à celui qu'elle aime. Elle a une personnalité qui la rend attachante et montre qu'elle a un bon fond, même si parfois, les décisions qu'elle prend pour protéger ceux qu'elle aime ne sont pas toujours les bonnes. Cette bonté vaudra à Meroko, à la fin de l'anime, de se voir accordé le droit de devenir un ange, se libérant ainsi du fardeau de Shinigami et pouvant mourir en paix après avoir restauré les souvenirs de Takuto et l'amour en lui pour Mitsuki.
Izumi Rio (いずみ·リオ)
Izumi est lui aussi un Shinigami. Ancien partenaire de Meroko, dans le duo Miru Meiku, il fait aujourd'hui équipe avec Jonathan sous le nom de duo Yami Nabe.
Il arrive un peu plus tard dans la série, son but principal étant de surveiller les agissements de Meroko et de Takuto. Contrairement aux deux autres Shinigamis, il n'a pas la même complicité avec Mitsuki. Les sentiments humains lui sont étrangers, ce qui fait de lui un personnage froid et antipathique. Il ne comprend pas comment Meroko et Takuto ont pu se détourner de leur mission première et s'attacher autant à la fille, qu'il ne voit que comme une âme à récolter. Sa vision de Mitsuki (du moins dans le manga) va évoluer au fil des chapitres. Selon l'auteure, "Pour Izumi, Mitsuki est encore plus précieuse que pour Takuto et Méroko, Même s'il est le plus distant avec elle, ils ont tous les deux le plus d'affinités (en ce qui concerne la part de lumière d'Izumi), alors il se soucie beaucoup d'elle". Cependant, malgré ses airs de mauvais garçon, il possède un bon fond qu'il saura montrer quand il le faudra. Il est resté profondément attaché à Meroko, même s'il ne veut pas se l'avouer lui-même.
Il peut prendre la forme d'un chien mais n'y aura recours qu'à de rares moments parce qu'il ne dispose d'une faculté pour parler. Il récolte les âmes à l'aide d'une faux, le tout sans aucune hésitation.
Différence à noter: dans l'anime, Izumi utilise un arc pour la récolte des âmes.
Dans l'anime, malgré un sens prononcé du devoir d'un Shinigami, Izumi répugne à considérer son existence comme normale. Pour lui, être un Shinigami signifie que l'on a été trop lâche pour affronter la vie qui nous était offerte. Être Shinigami est pour lui un fardeau beaucoup plus lourd qu'il ne le laisse paraître.

### Personnages secondaires
Eichi Sakurai (桜井 英知, Sakurai Eichi)
C'est le jeune garçon dont Mitsuki est amoureuse. Il a 6 ans de plus qu'elle dans la série et 4 ans dans le manga. L'annonce de sa mort alors que Mitsuki part le chercher en Amérique va provoquer chez la jeune fille un bouleversement considérable au niveau émotionnel. Cela va ensuite se répercuter sur la quasi-totalité des personnages de l'histoire et accélérer l'intrigue.
Fuzuki Kôyama (神山 文月, Kōyama Fuzuki)
C'est la grand-mère maternelle de Mitsuki dans le manga et dans la série aussi. Elle était la meilleure amie de Moé (Méroko). Celle-ci s'étant suicidée, elle rejette de tout son être la musique. Elle surprotège Mitsuki en l'empêchant de sortir de chez elle.
Yone Tanaka (田中 よね, Tanaka Yone)
C'est la domestique qui surveille Mitsuki. Elle écoute de la musique dans le dos de la grand-mère (ce dont Mitsuki se sert à plusieurs reprises pour qu'elle la laisse sortir).
Keiichi Wakaōji (若王子 圭一, Wakaōji Keiichi)
Wakaōji est le médecin de Mitsuki ainsi qu'un ancien ami de son père. Auparavant clavier dans le groupe de celui-ci, il est par la suite devenu médecin. Aujourd'hui il s'occupe de Mitsuki comme si elle était sa propre fille, et fait très attention à l'évolution de sa tumeur.
Il est d'ailleurs complice de celle-ci par rapport à la grand-mère, qu'il juge parfois trop stricte même s'il sait que ça part de bonnes intentions. Il accorde à Mtisuki quelques évasions hors de la maison, et accepte que celle-ci tente sa chance dans l'audition en prétendant qu'il est son tuteur (il croit que l'audition concerne le mannequinat et non la chanson).
Masami Ōshige (大重 正実, Ōshige Masami)
Autrefois grande fan du groupe Route L puis chanteuse elle-même, elle restera dans la musique pour aider les jeunes chanteurs en herbe. On va lui confier la garde de Mitsuki. Elle la soutiendra dans son projet qui est de chanter pour faire entendre ses sentiments à Eichi.
Elle en verra également de toutes les couleurs avec Full Moon, soit par son innocente ignorance puisqu'elle n'a mentalement que 12 ans, soit par le double jeu Mitsuki - Full Moon. Mais elle saura donner de très bons conseils à chaque fois que l'occasion se présente, et défendra les ambitions et les valeurs que souhaite mettre en avant Full Moon avec sa voix.
Madoka Wakamatsu (Chisato Kubérayashi)
C'est la rivale de Mitsuki dans le show-biz. Elle a un petit cochon, Gruik, qu'elle n'aime pas mais qui se révèle être un bon conseiller quand il le faut. Mitsuki deviendra petit à petit amie avec elle et lui redonnera l'envie de chanter. Madoka finira alors par apprécier et admirer Full Moon, son éternelle rivale et pourtant si grande amie.
Aoi Koga (古雅 葵, Koga Aoi)
Aoi est le père décédé de Mitsuki qui était également le guitariste et compositeur du groupe Route:L. Il a agi comme une figure paternelle pour l’orphelin Takuto. Tanemura déclare qu’il aime porter des vêtements de travail de prêtre bouddhiste.
Hazuki Koga (古雅 葉月, Koga Hazuki)
Hazuki est la mère décédée de Mitsuki. Comme Mitsuki, elle était physiquement faible et tombait souvent malade. Hazuki avait aimé Aoi pendant longtemps contre la volonté de sa mère stricte, et l’avait épousé après être tombée enceinte de Mitsuki. Elle est morte en lui donnant naissance.
Nachi (Soichirô Shidô)
Hikari Hayashi (林光理, Hayashi Hikari)
Hikari était la petite amie de Takuto de son vivant. Takuto a découvert qu’elle le trompait et les deux étaient sur le point de rompre lorsque Takuto a tenté de se suicider et est tombé dans le coma, après quoi Hikari a réalisé qu’elle l’aimait toujours. Elle voit plus tard Takuto et tente de raviver leur relation, ce qui cause des problèmes entre Takuto et Mitsuki. Takuto dit plus tard à Mitsuki qu’il a rompu avec elle.
Jonathan (ジョナサン, Jonasan)
Surnommé Jona, Jonathan est le partenaire d'Izumi, avec qui il forme le duo Yami Nabe.
Malgré les apparences, il s'agit bel et bien d'un Shinigami et non pas d'un fantôme ! Son physique est un mystère, puisqu'il n'a aucune caractéristique humaine, contrairement aux autres Shinigamis. Il ne sert pas à autre chose qu'à accompagner Izumi.
C'est un personnage agaçant, qui n'hésite pas à faire des choses stupides comme se déguiser en Mitsuki, en Père Noël… tout en y apportant une touche d'humour (de son point de vue). Pourtant, la plupart du temps il est plus ridicule que drôle. Peu aimé, sa seule utilité est de pouvoir parfois servir de punchingball aux différents personnages de l'histoire.
Le Maître de la mort (死神主人, Desu Masutā)
Le Maître de la Mort, également appelé Mystère (ミスティア, Misutia), est la première âme humaine à descendre aux Enfers et couronnée reine des Enfers. Lorsque Meroko entre dans sa chambre pour effacer le nom de Mitsuki des rouleaux des morts, Mystère lui donne les clés pour sauver Takuto. À la fin du manga, lorsque Mystère et Sheldan disparaissent après avoir épuisé leur pouvoir de guérison de la gorge de Takuto, ils semblent montrer une grande affection l’un pour l’autre.
Tomoe Maejima (前島 巴, Maejima Tomoe)
Tomoe est le meilleur ami de Mitsuki.
Kumi Sagimiya (鷺宮 クミ, Sagimiya Kumi)
Kumi est l’amie de Mitsuki et Tomoe, qui prend des cours de judo. Malgré sa personnalité de garçon manqué, elle a des sentiments romantiques pour Mochida.
Wakana Kimura (木村 若菜, Kimura Wakana)
Camarade de classe de Mitsuki.
Emi Yamano (山野 エミ, Yamano Emi)
Camarade de classe de Mitsuki.
Mayumi Hashimoto (橋本 まゆみ, Hashimoto Mayumi)
Camarade de classe de Mitsuki.
Hasegawa (長谷川)
Hasegawa est un étudiant de la classe de Mitsuki.
Mochida (町田)
Taiki (大樹くん, Taiki-kun)
Taiki est un orphelin qui fréquente l’école maternelle de Hiiragi (柊幼稚園, Hiiragi Yōchien) qui est aussi un orphelinat. C’est un ami proche de Sora, une petite fille de quelques années plus jeune que lui qui deviendra plus tard sa sœur adoptive.
Sora (ソーラ)
Sora est l’amie de Taïki qui deviendra plus tard son frère adoptif. Elle est une grande fan de Full Moon et on la voit transporter une poupée en peluche.
M. Yamane (山根先生, Yamane-sensei)
M. Yamane est l’un des professeurs de Mitsuki.
Aoi Koga ()
C'était le compositeur de Route L. Il est mort dans un accident de la route alors qu'il emmenait Hazuki, sa femme, à la maternité.
Hazuki Koga-Kôyama ()
C'est la femme de Aoi et la mère de Mitsuki. Elle est morte en accouchant de cette dernière.
Seijurô Koga ()

## Analyse de l'œuvre

### Inspiration et création de l'œuvre
Arina Tanemura voulant écrire des chansons, il a créé ce manga dans le but de pouvoir en écrire les paroles,. Il est par ailleurs fan du groupe d'idol Morning Musume.
Dans sa série précédente, Taimu Sutorenjā Kyōko (ja), a été écourtée en raison de la forte personnalité du protagoniste, Kyoko, qui n'a pas séduit ses éditeurs et ses lecteurs. En conséquence, Tanemura décida de donner à Mitsuki une personnalité plus modérée et eut plus tard l'idée de la rendre malade pour expliquer son comportement timide.
Mitsuki s'inspire de l'un des assistants de Tanemura, Airi Teito.

## Manga

### Fiche technique
- Mangaka/auteur : Arina Tanemura
- Nombre de volumes au Japon : 7 (au 12 janvier 2006)
- Nombre de volumes sortis en France : 7 (au 11 novembre 2006)
- Date de publication en France : 7 décembre 2005[6]
- Publié par : Shueisha
- Publié en français par : Glénat

### Liste des volumes

#### ÉditionsTankōbon
| no | Japonais        | Japonais          | Français       | Français   |
| no | Date de sortie  | ISBN              | Date de sortie | ISBN       |
| -- | --------------- | ----------------- | -------------- | ---------- |
| 1  | 14 juin 2002    | 978-4-08-856380-0 | novembre 2005  | 2723453103 |
| 2  | 15 octobre 2002 | 978-4-08-856408-1 | janvier 2006   | 2723453111 |
| 3  | 14 mars 2003    | 978-4-08-856445-6 | mars 2006      | 272345374X |
| 4  | 8 août 2003     | 978-4-08-856483-8 | avril 2006     | 2723453758 |
| 5  | 15 janvier 2004 | 978-4-08-856514-9 | juillet 2006   | 2723453766 |
| 6  | 15 juin 2004    | 978-4-08-856542-2 | septembre 2006 | 2723455009 |
| 7  | 15 juillet 2004 | 978-4-08-856549-1 | novembre 2006  | 2723455017 |

#### ÉditionsBunkoban
| no | Japonais        | Japonais       |
| no | Date de sortie  | ISBN           |
| -- | --------------- | -------------- |
| 1  | 18 janvier 2012 | 978-4086193108 |
| 2  | 18 janvier 2012 | 978-4086193115 |
| 3  | 17 février 2012 | 978-4086193122 |
| 4  | 17 février 2012 | 978-4086193139 |

#### ÉditionsDōjinshi
| no | Japonais       | Japonais |
| no | Date de sortie | ISBN     |
| -- | -------------- | -------- |
| 1  | 15 août 2015   |          |
| 2  | 15 août 2015   |          |

## Anime

### Série télévisée

#### Fiche technique
- Nombre d'épisodes : 52[16]
- Date de diffusion de la première saison : 1991-1992[16]
- Date de diffusion de la deuxième saison : 1995-1996[16]
- Réalisateur : Toshiyuki Kato
- Character designer : Yuka Kudo
- Studio d'animation : Studio DEEN
- Produit par : NAS et Studio DEEN

#### Musiques
Génériques de début :
- « I ♥ U » (épisodes 1 à 26) chanté par THE*SCANTY.
- « Rock'n Roll Princess » (épisodes 27 à 52) chanté par THE*SCANTY.

Génériques de fin :
- « New Future » (épisodes 1 à 6 et épisode 52) chanté par Changin' My Life, la première chanson qu'elle a interprété.
- « Myself » (épisodes 7 à 26) chanté par Changin' My Life. C'est une chanson qu'elle a écrite elle-même, c'est pourquoi elle l'a appelé Myself qui signifie « moi-même ».
- « Eternal Snow » (épisodes 27 à 42) chanté par Changin' My Life.
- « Love Chronicle » (épisodes 43 à 51) chanté par Changin' My Life.

#### Diffusion Internationale
L'animé reste inédit en France à ce jour[réf. nécessaire].
Aux Etats-Unis, à partir de 2006, Viz a mis 28 épisodes de la série en DVD, mais a confirmé au New York Comic Con en 2008 qu’il arrêtait la sortie des DVD. 
En octobre 2016, la plateforme Hulu commence à diffuser l’épisode 29 de l'anime – le premier épisode de la série qui n’est pas sorti en DVD aux États-Unis. 
En 3 août 2024,  l'éditeur AnimEigo (en) annonce avoir récupéré la licence pour une sortie Blu-ray. Une version avec un doublage anglophone est proposé,. 

### Distribution
|                      | Japonais               |
| -------------------- | ---------------------- |
| Meroko Yui           | Chieko Honda           |
| Madoka Wakamatsu     | Kana                   |
| Fuzuki Kōyama        | Kazuko Sugiyama        |
| Yone Tanaka          | Mayumi Akado           |
| Aoi Koga             | Hiroki Takahashi       |
| Hazuki Koga          | Hiroko Kasahara        |
| Nachi                |                        |
| Hikari Hayashi       |                        |
| Izumi Rio            | Megumi Ogata           |
| Mitsuki Kōyama       | Myco (ja)              |
| Jonathan             | Norihisa Mori          |
| Eichi Sakurai        | Ryōhei Kimura (ja)     |
| Keiichi Wakaōji      | Teruaki Ogawa (ja)     |
| Masami Ōshige        | Tomomi Seo             |
| Takuto Kira          | Yakkun Sakurazuka (ja) |
| Tomoe Maejima        | Mariko Nagahama        |
| Hasegawa             | Makoto Ueki            |
| Wakana               | Naomi Orikasa          |
| Emi                  | Mika Sakenobe          |
| Mayumi               | Yukiko Sawada          |
| Kumi Sagimiya        | Akiko Kobayashi (ja)   |
| Mochida              | Ryō Naitō (ja)         |
| Taiki                | Junko Takeuchi         |
| Sora                 | Umi Tenjin (ja)        |
| M. Yamane            | Hiroshi Shimozaki      |
| Le Maître de la mort |                        |

## Produits dérivés
Un Artbook nommé 満月をさがしてイラスト集種村有菜COLLECTION (Furu Mūn O Sagashite: Irasuto Shū Tanemura Arina Collection) est édité le 15 avril 2004. L'artbook est édité en Amérique du Nord le 21 octobre 2008 par Viz Media.

## Accueil
L'anime possède une note de 8.49 / 10 sur le site Naujilon.com.